# VH1 Europe
VH1 Europe, cunoscut și ca VH1 European, a fost un canal TV muzical de la ViacomCBS International Media Networks Europe, bazat pe canalul american cu același nume. Această versiune a VH1 a fost foarte diferită față de varianta americană, deoarece a rămas un canal special pentru muzică, având o mare varietate de emisiuni pe o bază zilnică sau săptămânală. VH1 Europe a fost în 2013 singurul canal major în Europa Vestică ce emitea în format 4:3 în timp ce ceilalți emiteau în 16:9. Încă din mai 2014, VH1 Europe emitea în 16:9.
A apărut pentru prima dată în Regatul Unit în 1994 și versiunea ce emitea în UK a fost distribuită în toată Europa. Oricum, canalul pan-european s-a lansat oficial în 2002, după ce a devenit un canal separat de postul britanic VH1 UK.
Pe 7 octombrie 2020 la 13:28, VH1 Europe și-a schimbat grafica în cea pe care o folosește VH1 Italia din 2018. Noul slogan este Sing It Loud!. De asemenea, de când s-a schimbat grafica, informațiile despre numele artistului și ale melodiei sunt acum arătate pentru cea mai mare parte a duratei melodiei, în loc de început și sfârșit.
Versiunea HD a canalului VH1 Europe s-a lansat pe 7 octombrie 2020. Această versiune a înlocuit VH1 HD în Brazilia și America Latină.
În data de 2 august 2021, VH1 Europe a fost înlocuit cu MTV 00s.
Ultima melodie difuzată a fost Dani California, de la Red Hot Chili Peppers.

## Programare
Începând din 1 septembrie 2020, odată cu restructurările făcute de Viacom în ceea ce privește canalele de muzică, VH1 a devenit un post al anilor 2000. Emisiunile difuzate de VH1 sunt:
- Songs of the Century
- Class of 2000-2019
- We Love The: 00s
- Guess the Year
- Artist: The Hits (with new musicians)
- Top 50
- Shuffle
- Hits Don't Lie
- Rewind: 2000

## Semnalul Pan-European
Din 5 august 2010, multe dintre semnalele VH1 dau aceleași programe, cu altă publicitate. Începând cu această dată, VH1 începe să difuzeze primele reclame, astfel urmărind trend-ul regional al revânzătorilor (companiile de cablu) ca să se difuzeze reclame în limba specifică și din acea țară. Cover-up-ul aspectului regional al VH1 a fost mai puțin agresiv deoarece nu a avut reclame și programe de teleshopping. VH1 acum permite de a se suprapune reclamele sale cu cele regionale. Asta crește venitul de un procentaj adițional și el nu poate crește audiența scăzută care o are acest canal pe market-ul TV.